# Tornagörgő
Tornagörgő (szlovákul: Hrhov, gyakran használt magyar nevén Görgő) község Szlovákiában, a Kassai kerület Rozsnyói járásában.

## Fekvése, természeti viszonyai
Rozsnyótól 23 km-re délkeletre, a magyar határ közelében található.
Tornagörgő a Torna-patak (Turňa) völgyében fekszik, a Gömör-Tornai Karszt (Szlovák Karszt) karsztfennsíkjai, a Felső- és az Alsóhegy (Nižný vrch, 533 m) között elterülő 2–3 km széles medencében. Maga a falu 200-230 méteres tengerszint feletti magasságban terül el, a 36,08 km²-es községterület tengerszint feletti magassága pedig 195-782 méter között változik; legalacsonyabb pontja a halastavaknál, legmagasabb pontja pedig a Felső-hegyen található. A községközpont a Felső-hegy meredek lejtőjének lábánál, egy félkör alakú kis medencében (a görgői „amfiteátrumban") fekszik.
A község nyugatról Szádalmás, északról Kiskovácsvágása, Lucska és Barka, keletről Szádudvarnokméhész, délről pedig Bódvaszilas, Komjáti és Tornanádaska községekkel határos. Déli határa (mely az Alsó-hegyen húzódik) egyben államhatárt is alkot Magyarország és Szlovákia között. Északi határa a történelmi megyehatárt (Abaúj-Torna és Gömör megye között) követi (1881 előtt a Csermosnya völgye is Torna megyéhez tartozott, ekkor csatolták Gömör-Kishonthoz).
Tornagörgőt érinti az 50-es számú országos főútvonal Rozsnyó (23 km) és Szepsi (19 km) közötti szakasza (ez a község egyetlen országúti megközelíthetősége), valamint a Zólyom–Kassa-vasútvonal is. 2012-ben Tornagörgő megállóhelyet (a Rozsnyó–Torna vasútvonal többi köztes megállójával együtt) megszüntették, így Tornagörgő legközelebbi vasúti összeköttetése Torna vasútállomás. A vasútvonal északról, a főút pedig délről kerüli meg a falut, egymástól 0,6-1,1 km-re távolodva.
A falutól délre, a medence legmélyebb pontján, egykor mocsaras területen 1950-1953 között létesítették a Görgői-halastavakat (Hrhovské rybníky), melyeket később kibővítettek; jelenleg 2,74 km²-es területűek.

### Természeti viszonyai
A faluközpont a katolikus és a református templommal, valamint a Fej-patak vízesésével egy 220 méterig emelkedő travertínó (forrásmészkő, hagyományos helyi nevén darázskő) dombon található. A jól faragható, kiváló hőszigetelő forrásmészkő kedvelt építőanyag volt, az 1930-as évekig folyt bányászata. A völgykatlant harmadidőszaki kavicsos, homokos-agyagos talaj borítja. A falutól közvetlenül északra mintegy 500 méteres szintkülönbségű meredek, karsztos hegyoldal húzódik, mely a tornai vértő védett élőhelye. A Felső-hegy (melynek gerincén a község határa húzódik) túloldalán a Csermosnya-patak völgyére néz. A fennsíkokon tölgy és gyertyán alkot erdőket, a hegyoldalakon pedig a bükk is elterjedt. A Felső-hegy lábánál bortermő szőlőt is termesztenek; itt húzódik (Szádalmás határánál) a falu pincesora is.
Az Alsó-hegy északi lejtője nagyrészt jól karsztosodó wettersteini mészkőből áll, de Tornagörgő határában (a Kis- és a Nagy-Paklan-hegyen) a Tornai-takaró enyhén metamorfizált kőzetei is felszínre bukkannak.
A Felső- és az Alsóhegyen egyaránt találhatóak barlangok, legmélyebb közülük a 176 méter mély Ördöglyuk, a továbbiak az Asszonylyuk, Padoslyuk, Rókalyuk, Kecskelyuk, Oltárlyuk és a közelmúltban feltárt Hlinos. Az Alsó-hegyen található Mészégető-zsombolyt Balázs Dénes és nyolctagú kutatócsoportja 1958-ban tárta fel. A karsztos hegyoldal lábánál források és kutak egész sora fakad: Simon-kút, Fejtóútikút, Juhászkút, Gatyáskút, Csehkút, Cigánykút, Szőcskút, Doboskút, Bányai-csorgó, Rozsáskút, Panduskút, Lófejkút, Patkánykút.
A Felső- és az Alsóhegy lejtői és a fennsíkok egyaránt a 2002-ben létesített Szlovák Karszt Nemzeti Park részét képezik.
A község területén gazdag az élővilág: a Torna-patak árterületén és a halastavaknál a nádasok vízimadarai (gém, réce, nádirigó, jégmadár, nádi poszáta), az erdőkben pedig a szarvas, vaddisznó és őz mellett megtalálható a hiúz, vadmacska és muflon is.

### Hely- és dűlőnevek
- Galamboskő – a Felső-hegyen található, közvetlenül a falu felett.
- Kerek-hegy (Okrúhle) – a falutól 2,5 km-re, keletre magasodó 430 méter magas hegy.
- Paklan – a mintegy 250 m-ig emelkedő domb a falutól délnyugatra található. Egykor egy Paklan nevű major is létezett itt, a hagyomány szerint itt állt a vörös barátok kolostora.
- Pétermező vagy Péterháza (Petrov Laz) – tanya a község határának keleti részén, a Kerekhegytől keletre, a szádudvarnoki határ közelében.
- Várad (Hradisko) – 333 méter magas hegy Tornagörgő és Szádudvarnokméhész határán. 1993 óta 55,9 hektáron védett terület (Prírodná rezervácia Zemné hradisko).[3]
- Zárda-hegy – a II. katonai felmérés térképén a Paklan-hegy szomszédságában található.[4]

## Története
1263-ban „Gurgeu" néven említik először, majd 1345-ben „Gergew" néven említik, de valószínűleg már a 12. században létezett a település. Királyi birtokon keletkezett a német jog alapján. Neve Melich János feltevése szerint a Gergely személynévből származik, más feltevés szerint a görög ige folyamatos melléknévi igenevéből származik.
Görgő régi történetével összefonódik IV. Béla neve, aki a hagyomány szerint a muhi csatából menekülve itt talált menedéket, majd később is gyakran visszatért ide vadászatokra. Hálából a menekülésekor nyújtott segítségért a falu összes lakóját nemesi címre emelte. Számos monda maradt fenn a királyról a környéken. A király a Fej-patak mellett egy kúriát is építtetett, melyet később Palotának neveztek. 1980-ban egy arany pecsétgyűrűt találtak itt, melyet egy 13-14. századi királyi vadászaton veszített el tulajdonosa, Marculinus bucaleói gróf.
A 14. század második felében, (1360 körül) a szádvári uradalommal együtt a pelsőci Bebek család szerezte meg királyi adomány útján. 1427-ben 48 portával szerepel az adólajstromban. 1430-ban és 1487-ben „Gergő" néven szerepel az okiratokban.
A protestáns vallás korán meghonosodott a községben, 1550-ben már említés történik egy Péter nevű prédikátorról. A Bebek-család kihalása után, 1567-től a Szapolyaiak kapták meg. 1578-ban a portaösszeírásban 28 1/2 háztartás szerepel, melyek Szádvár királyi várhoz tartoztak. 1598-ban 109 lakott és 10 lakatlan ház volt a községben. 1674-ben a szádvári uradalomnak e részét Eszterházy Pál herceg vásárolta meg, 1702-ben pedig az egész uradalom az övé lett.
1715-ben 31, 1720-ban 41 háztartása volt, közülük 12 nemeseké. A 18. század elejének elnéptelenedésekor is jelentős település maradt, 1720-ban 260-an lakták, ekkoriban Torna vármegye második legnépesebb települése volt. A 18. század során számos nemesi család telepedett le itt, 1768-ban az összeírás 4 cigány családot is említ a faluban. Lakossága nagyrészt református vallású volt az üldöztetések idején is, melyek csak 1781 után szűntek meg (első templomukat 1687-ben vette el a helyi földesúr). A türelmi rendelet kiadása után Görgő, Méhész, Barka és Lucska reformátusai kérvényt nyújtottak be közös templom építésére, melyet 1783-ban engedélyeztek és a következő évre fel is épült a görgői református templom és parókia. 1787-ben a református vallás ellensúlyozására Görgőn a katolikus egyházat anyaegyházzá nyilvánították, de a reformátusok továbbra is használhatták a katolikus templom harangjait, mely a két felekezet között feszültségekhez vezetett, melynek a református templom harangtornyának felépítése vetett véget 1795-ben.
Vályi András (1799) szerint: „GÖRGŐ. Magyar falu Torna Vármegyében, földes Ura Hert. Eszterházy Uraság, és mások, lakosai reformátusok, fekszik Tornához egy mértföldnyire, határbéli földdye mindenféle gabonát terem, eladásra való módgya meglehetős, legelője elég, itatója alkalmatos, makkja, fája tűzre, és épűletre elég, szőlei meglehetősek, szilvássai hasznosak, káposztás földgyei jók, keresetre alkalmatos módgyok, első Osztálybéli."
A 19. század elején fosztogatta a környéket a Görgőn született híres betyár, Jáger Jóska, majd Piczi Pista. 1828-ban 187 házában 1414 lakos élt. Lakói mezőgazdasággal, állattenyésztéssel, szőlőműveléssel foglalkoztak. 1831-ben kolera tizedelte meg a lakosságot. 1846. március 18-án (miközben a lakosság nagy része a tornai vásáron volt) csaknem az egész falu leégett egy tűzvészben. A 19. század közepén az Esterházy-család nagybirtokába tartozott.
Fényes Elek (1850) szerint: „Görgő, magyar falu, Abauj-Torna vmegyében, a Kassáról Rosnyóra vezető országut mellett, Tornához nyugotra 1 1/4 órányira; 408 kath., 914 ref., 20 zsidó lak. Ref. anyaszentegyház. Kath. paroch. templom. Itt lehet falba tapasztva egy márvány sirkövet látni, melly a felirás után 1378-ról való, s Bebek nemzetség egy tagjának s tárnokmesternek örök emlékéül készitetett. Határa nagy részt róna s gazdag termékenységü; gabonája, kerti veteménye, káposztája, gyümölcse, szénája bőséggel; legelője sok birkát táplál; szőleje, erdeje s kőbányája is van. F. u. h. Eszterházy, s m."
Az 1848-49-es szabadságharcban 21 görgői vonult be honvédnak, akiket a kassai 20. honvédzászlóaljba osztottak be. A 19. század második felében az Esterházy-birtokot a Burger-testvérek vásárolták meg, majd az egész határ községi társtulajdonba (melynek 2/3-át osztották fel), illetve több nemesi család és gazda birtokába került. A földművelés, a gyümölcs- és zöldségtermesztés (a falu különösen ismert volt a sárgarépa-termesztéséről) mellett a birkatenyésztés és a kendertermesztés volt a jellemző, de híresek voltak a görgői kőművesek is.
A századfordulón már önkéntes tűzoltóegyesület működött a faluban, 1901-től fogyasztási szövetkezet, 1905-ben pedig már református olvasókör és énekkar is. 1907-ben kapta a hivatalos Tornagörgő elnevezést, megkülönböztetésül a szepesi Görgő (Spišský Hrhov) községtől.
Borovszky monográfiasorozatának Abaúj-Torna vármegyét tárgyaló része szerint: „Almásról egyenesen keletre tartva, a fensik lábánál, a Felsőhegy alatt, Görgő községet érintjük. Görgőnek van 220 háza, 1061 magyar lakosa. Postája Almás, távirója Torna. Kath. temploma nagyon régi, de 1823-ban ujra épitették. Homlokzatán a következő felirat van: „Me Labor et zeLVs rVInIs rapVere CaDVCIs.” A református templom e század elején épült. A néphit azt tartja, hogy IV. Béla király a muhi ütközetből menekülve, hosszabb ideig tartózkodott itt és még maig is mutogatják azt a kőfalat, mely lakását körülvette, továbbá az „Oltárlyuk” nevü sziklahasadékot, a hol IV. Béla imáját végezte és a lakosok nemesi leveleit kiállitotta (a görgőiek mind nemesek voltak), végre egy sziklatetőt, melyet Béla király palotájának neveznek és melyen Béla király kisérete menekülésekor az ott fészkelő galambok tojásával csillapította éhségét. A néphagyománynak valószinüleg van annyi alapja, hogy az akkori lakosok IV. Bélának és kiséretének szolgálatokat tettek menekülése közben, miért megnemesitette őket, valószinűleg akkor, midőn a tatárjárás után hosszabb ideig tartózkodott itt. Van a helység határában egy „Ördöglyuk” nevezetü, ki nem kutatott barlang, egy darázskőtelep, melyet bányásznak, és egy meleg forrás. A Görgőtől délre elterülő rétség nagy része hajdan tó volt, mely ma is megőrizte a „Nagy tó” nevet; összegyülemlő vizét azonban csatornákon levezetik a Tornapatakba."
1910-ben 1059-en, túlnyomórészt magyarok lakták. 1881-től 1920-ig Abaúj-Torna vármegye Tornai járásához tartozott. Az első világháborúban 20-an vesztették életüket a községből. A csehszlovák hadsereg 1919 márciusában vonult be a faluba, melyet a következő évben Csehszlovákiához csatoltak.
1921-ben 971-en lakták, ebből 949 (97,7%) magyar, 12 (1,2%) pedig szlovák nemzetiségű. 1927-ig szlovák neve Hrbov volt, ekkor változtatták a máig használatos Hrhovra. Az első köztársaságban 4 községet ellátó körjegyzőségi központ volt (Tornagörgő, Szádelő, Szádudvarnok, Méhész). A 20. század elején és a gazdasági világválság idején sokan vándoroltak ki a községből munkát keresve.
1938-ban a bécsi döntés következményeként a községet visszacsatolták Magyarországhoz. 1944-ben koncentrációs táborba hurcolták a helyi zsidó lakosságot (a Róth- és a Lazarovics-család tagjait). 1944. december 17. és 1945. január 21. között harcok folytak a környéken, a község is súlyos károkat szenvedett. Tornagörgőt a román hadsereg katonái foglalták el. A második világháborúban 35 helyi lakos vesztette életét, közülük 14-en az itteni harcok idején. 1945. február 19-én 45 helyi férfit hurcoltak el a Szovjetunióba kényszermunkára. 1945-48 között a községet is érintették a deportálások, 8 családot csehországi kényszermunkára hurcoltak (1948 után visszatértek). A lakosság 80 %-a szlováknak vallotta magát az üldöztetésektől való félelmében. Magyarországi kitelepítésre a községben nem került sor.
1948 után Tornagörgő fejlődésnek indult; 1950-ben bevezették a villanyvilágítást, 1951-1953 között megépült a Rozsnyó-Torna vasútvonal és a helyi vasútállomás. A helyi mezőgazdasági szövetkezet (EFSz) 1952-ben alakult meg, de hamarosan szétesett és 1958-ban alakult újjá. A Fej- és a Torna-patakok szabályozásával, a Görgői-halastavak kialakításával, a falu keleti szélén az EFSz gazdasági udvarának felépítésével és a szilárd útburkolat kiépítésével (1964-től) átalakult a község arculata.
1960-ig Tornagörgő a Szepsi járáshoz tartozott, melynek megszűnésekor a Rozsnyói járáshoz csatolták.
1987-ben elkezdődött egy többfunkciós kultúrház építése, mely azonban a rendszerváltás után félbeszakadt és csak az ezredforduló után fejeződött be a ma községi hivatalnak is otthont adó épület építése. A régi községházában (mely 1931-ben mint kultúrház épült) ma a katolikus parókia működik. 1992-1993-ban önerőből felépült a ravatalozó, 1994-ben pedig megtörtént a község gázművesítése.
2000-ben egy kassai cég az Alsó-hegyen kőbányát akart létesíteni, ezt azonban Tornagörgő lakosai megakadályozták. 2003-ban jelent meg a község kismonográfiája, Rémiás Tibor szerkesztésében, Jozef Peniaško képeivel illusztrálva.

## Népessége
| Év:            | 1994. | 2004.   | 2014.   | 2024.   |
| -------------- | ----- | ------- | ------- | ------- |
| Emberek száma: | 1177  | 1192    | 1115    | 1040    |
| Eltérés:       |       | +1,27 % | -6,45 % | -6,72 % |

| Év:            | 2023. | 2024.   |
| -------------- | ----- | ------- |
| Emberek száma: | 1045  | 1040    |
| Eltérés:       |       | -0,47 % |

1991-ben 1186 lakosának 93,8 %-a magyar, 5,8 %-a szlovák nemzetiségű. A lakosság 39,5 %-a volt római katolikus, 47,3 %-a pedig református illetve evangélikus vallású.
2001-ben 1219 lakosából 1098 magyar (90,1 %) és 111 (9,1%) szlovák nemzetiségű. 623 tornagörgői volt református (51,1%), 543 római katolikus (44,5%), 13 evangélikus, 6 pedig görögkatolikus vallású. Ugyanebben az évben a község 576 gazdaságilag aktív lakosából 204 munkanélküli (35,4%). 2001-ben a községben található 391 házból 337-et laktak. A cigány etnikumhoz tartozó lakosság száma 2002-ben mintegy száz főre volt tehető.
2008-ban 1176 lakosából 157 (13,3 %) volt gyermek-, 283 (24,1%) pedig nyugdíjaskorú.
2011-ben 1137 lakosából 939 magyar és 156 szlovák nemzetiségű.
2021-ben 1020 lakosából 814 magyar (79,8%), 184 szlovák, 4 cigány, 2 román, 16 ismeretlen nemzetiségű.

## Oktatás, kultúra
Tornagörgőn egész napos magyar óvoda, továbbá négyosztályos magyar és szlovák nyelvű alapiskola működik (a felső osztályosok 1961 óta Szádalmásra járnak). Évente kb. 15-20 gyermek kezdi meg az első osztályt, a magyar gyermekek szlovák iskolába adása nem jellemző. Az iskolai oktatás a helyi református egyházközségben 1770-ben indult Nádaskai András tanító vezetésével, a katolikus felekezeti oktatás is a 18. század második felében indult meg. Az alapiskola új épületét 1973-ban adták át, az óvoda az 1980-as évek elején épült fel. 1960-ig nyolcéves középiskola is működött a községben.

## Önkormányzat
A községi önkormányzat élén a polgármester áll, a képviselő testület 7 tagú. A Csemadok helyi alapszervezete és az önkormányzat által közösen kiadott lap, a Görgői Tükör 2009 végéig jelent meg rendszeresen.
A község címerét 1998. december 28-án fogadták el, rajza a község 1601-ből származó pecsétjén alapszik.

## Nevezetességei
- Református temploma 1784-ben épült. Tornya 1795-ben épült hozzá, majd 1803-ban körítőfallal vették körül. 1846-ban a falut sújtó tűzvészben elpusztult, majd újjáépítették.
- Keresztelő Szent János tiszteletére szentelt, római katolikus temploma 1500-ban épült a korábbi templom helyén. 1815-ben bővítették és klasszicista stílusban építették át. Erődfalai a 17. század elején épültek. Tornyát 1846-ban emelték.
- A katolikus templomban Bebek György kincstárnokmester 1381-ben készült márvány síremléke látható. A templom melletti kápolna 1780-ban épült.
- Görgői vízesés (Zúgó) – a 14 méter magas vízesés a Fej-patakon található, a falu központjában, a katolikus templom közelében.
- Az Adorján-család klasszicista stílusú kúriája a 19. század elején épült, ma is lakóházként szolgál. A kúria négy felfelé keskenyedő oszlopán dór oszlopfők vannak.
- A Fej-patakon több, a 19. században épült vízimalom működött, az utolsó 1956-ban fejezte be a működését. Átalakítva, de fennmaradt a Szekfű-malom és a Dobos-malom épülete. A Hanesz-, a Tiroly- és a Gogoly-malom nem maradt fenn.
- A községben a népi építészet értékes emlékei a 19-20. században épült, nagyrészt a helyi travertínó/darázskő felhasználásával épült parasztházak és az 1932-ben épült jégverem.
- A református temetőben több, tölgyfából készült fejfa maradt fent. A katolikus temetőben a legrégebbi, travertínó sírkeresztek a 19. század elejéről valók.
- A falu központjában található a Falukút szépen felújított forrása.
- Domboldalba vájt borospincék a község nyugati részén levő pincesoron.

### Szakrális kisemlékek
- A kassai országút keleti leágazásánál egy 20. század elején elhelyezett, kerítéssel körülvett öntöttvas feszület található, homokkő talapzaton, Szűz Mária domborművel, felirat nélkül.
- A nyugati útelágazásnál is található egy öntöttvas kereszt, melyet egy 19. századi fakereszt helyén helyeztek el.
- Az Alvég nevű településrészen található öntöttvas keresztet 1894-ben állították egy 18. század óta itt álló fakereszt helyén.
- A katolikus templom előtt egy 19. század második felében elhelyezett, neogótikus képoszlop található Nepomuki Szent János szobrával.
- A katolikus templom előtt és a kertjében egy-egy 20. század elejéről származó, öntöttvas feszület található.
- A katolikus temető központi keresztjét 1950 után állították; az első, homokkőből készült központi kereszt nem maradt fenn.

### Emléktáblák
- A két világháború áldozatainak emléktábláját a ravatalozó épületének falán 1994-ben helyezték el, a község önkormányzata állította.
- A felszabadulási emléktábla a katolikus parókia (volt községháza) épületének falán található.
- A főút mellett, a Sallay-hídnál volt egykor Erzsébet királyné emléktáblája, melyet 1945 után tönkretettek.

## Neves személyek
- 1934-től haláláig Tornagörgőn volt katolikus pap Kovács Gyula (1897–1980) lapszerkesztő, színműíró, pápai kamarás.[19]
- Itt született 1861-ben Tornai Gyula (1861–1928) festőművész.
- Itt született 1821-ben Tersztyánszky Ágoston császári és királyi címzetes vezérőrnagy.
- Itt született 1786-ban Jáger Jóska (1786–1813), a tornai fennsík híres betyárja.